# Tō-ji

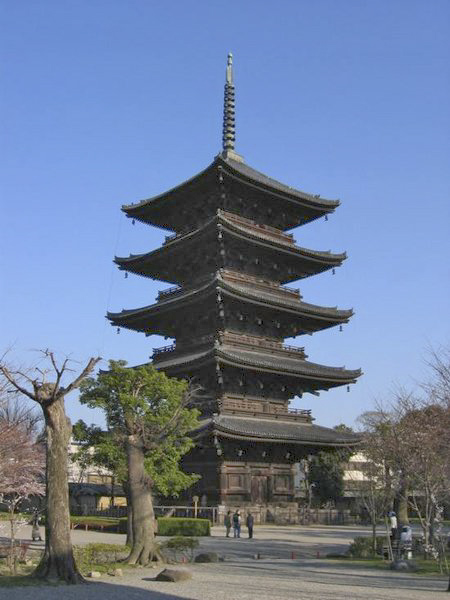
Die Pagode des Tempels

Der Tō-ji (japanisch 東寺, wörtlich: „Ost-Tempel“), auch Kyōō Gokoku-ji (教王護国寺, etwa: „Das Land beschützender Tempel des Königs der Lehre“) ist ein buddhistischer Tempel im Stadtbezirk Minami der Stadt Kyōto in Japan. Er ist Haupttempel des Tō-ji-Zweigs der Shingon-shū und damit Namensgeber für den an ihm gepflegten Zweig des esoterischen Buddhismus, das Tōmitsu (東密).

## Baugeschichte
Da in der Hauptstadt des Landes, Heijō-kyō (heute Nara) die Priester mit ihren Tempeln zu mächtig geworden waren, beschloss der Kaiserhof die Anlage einer neuen Stadt, in der nur Platz für zwei Tempel vorgesehen wurde. Diese neue Stadt, deren Aufbau im Jahr 794 begann, wurde Heian-kyō genannt, die geplanten Tempel „Ost-Tempel“ und „West-Tempel“ genannt. Für sie war ein Platz östlich und westlich der Nordsüdachse vorgesehen, die durch das Rajōmon (羅城門) abgeschlossen wurde. Der Sai-ji ging bereits im 13. Jahrhundert verloren, der To-ji wurde 823, die Bauarbeiten waren immer noch nicht abgeschlossen, vom kurz danach abdankenden Kaiser Saga dem Mönch Kūkai übereignet.

## Die Tempelanlage

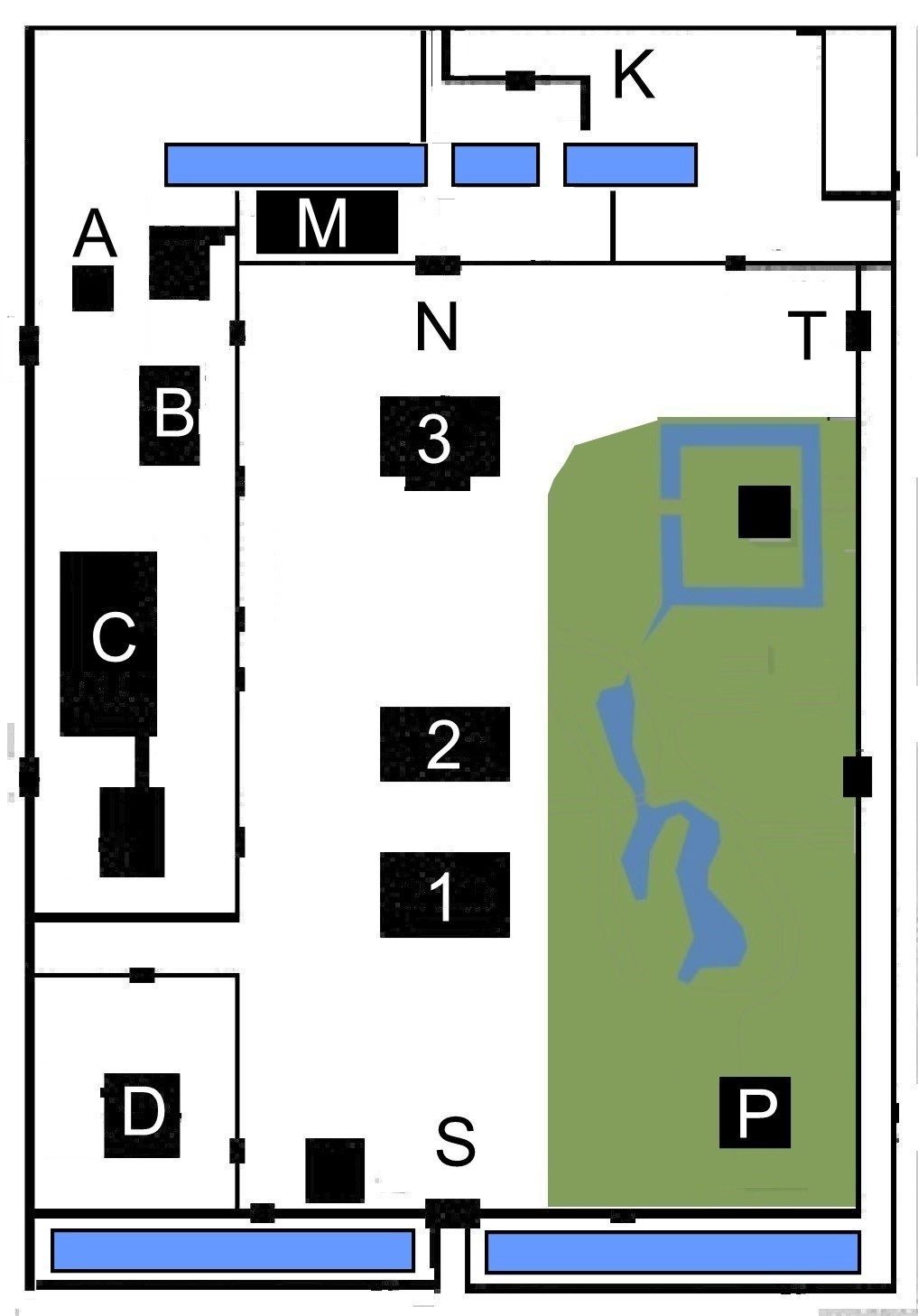
Plan des Tempels (siehe Text)

Da keine Gebäude aus der Gründungszeit erhalten geblieben sind, ist die ursprüngliche Anlage unbekannt. Die heutige Tempelanlage folgt jedoch der alten, aus Nara überlieferten „Sieben-Bauten-Anlage“ (七堂伽藍, Shichidō garan), bestehend aus Haupthalle, Lehrhalle, Refektorium, Pagode, Glockenturm, Sutren-Speicher und Mönchsquartier, wobei hier Glockenturm und Mönchsquartier fehlen.
Der Hauptzugang zum Tempel führt durch das große Südtor (南大門, Nandaimon; [S] in dem Tempelplan), das vom Tempel Sanjūsangen-dō hierher versetzt wurde. Es stammt aus der Momoyama-Zeit und ist als Wichtiges Kulturgut (◎) registriert. Es hat ein Satteldach, das mit Ziegeln gedeckt ist. – Weitere Tore sind das große Osttor (大東門, Daihigashimon, geschlossen), weiter nördlich auf der Ostseite das Keiga-Tor (慶賀門, [T]), im Norden das große Nordtor (大北門, Daikitamon [N]) und auf der Westseite das Lotus-Tor (蓮花門, Rengemon [E]), das noch aus der Kamakura-Zeit stammt und damit das älteste Tor des Tempels ist. Es ist als Nationalschatz (⦿) eingetragen.
Zur rechten Hand steht die fünfstöckige Pagode (五重塔, Gojū-no-tō; ⦿; [P]), die 1644 wieder errichtet wurde. Sie ist mit einer Höhe von 56 m die höchste existierende Pagode in Japan. Im Inneren befinden sich farbige, auf Holz gemalte Bilder der acht Gründungsväter des Shingon. Die Pagode ist heute von einer Grünfläche mit Bäumen und einem langgezogenen Teich umgeben.
Blickt man nach Norden, so sieht man die Haupthalle (金堂, Kondō; ⦿, [1]). Sie ist beispielhaft für ein Tempelgebäude der Momoyama-Zeit. Das Innere ist in Anlehnung an den Zen-Stil gestaltet. Verehrt wird der Yakushi-Buddha mit zwei Begleitern (薬師三尊, Yakushi Sanzon; ◎).
Hinter der Haupthalle folgt die Lehrhalle (講堂, Kōdō; ◎; [2]) aus der Muromachi-Zeit. Dort sind die für das Shingon wichtigsten Gottheiten aufgestellt. Sie stammen vermutlich aus der Gründungszeit des Tempels, also aus dem 9. Jahrhundert und sind die älteste erhaltene originale Aufstellung in Japan.

### Die Aufstellung in der Lehrhalle
| Nr.          | Kanji          | Name Jap.         | Nr.                    | Kanji                  | Name Jap.              | Nr.                    | Kanji                  | Name Jap.              |
| Fünf Buddhas | Fünf Buddhas   | Fünf Buddhas      | 8                      | 金剛薩埵菩薩           | Kongōsatta Bosatsu     | Himmelsfürsten, links  | Himmelsfürsten, links  | Himmelsfürsten, links  |
| 1            | 大日如来       | Dainichi Nyorai   | 9                      | 金剛法菩薩             | Kongōhō Bosatsu        | 16                     | 広目天                 | Kōmoku Ten             |
| 2            | 不空成就如来   | Fukūjōju Nyorai   | 10                     | 金剛宝菩薩             | Kongōhō Bosatsu        | 17                     | 帝釈天                 | Teisha Ten             |
| 3            | 阿閦如来       | Ashuka Nyorai     | Fünf Leuchtende Könige | Fünf Leuchtende Könige | Fünf Leuchtende Könige | 18                     | 増長天                 | Sōjō Ten               |
| 4            | 阿弥陀如来     | Amida Nyorai      | 11                     | 不動明王               | Fudō Myoō              | Himmelsfürsten, rechts | Himmelsfürsten, rechts | Himmelsfürsten, rechts |
| 5            | 宝生如来       | Hōshō Nyorai      | 12                     | 大威徳明王             | Daiitoku Myōō          | 19                     | 多聞天                 | Tamon Ten              |
| Fünf Bosatsu | Fünf Bosatsu   | Fünf Bosatsu      | 13                     | 金剛夜叉明王           | Kongōyasha Myōō        | 20                     | 梵天                   | Bon Ten                |
| 6            | 金剛波羅蜜菩薩 | Kongōhara Bosatsu | 14                     | 軍茶利明王             | Gundari Myōō           | 21                     | 持国天                 | Jikoku Ten             |
| 7            | 金剛業菩薩     | Kongōgyō Bosatsu  | 15                     | 降三世明王             | Gozanze Myōō           |                        |                        |                        |

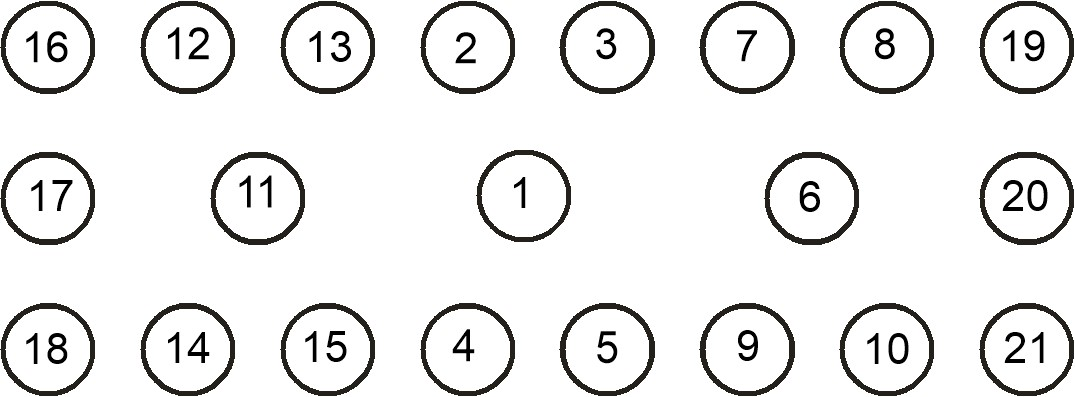
Aufstellung in der Lehrhalle. Nummern siehe Text

Hinter der Lehrhalle folgt im Norden das Refektorium (食堂, Shikidō; [3]). Im Inneren sind aufgestellt eine tausendarmige Kannon (千手観音, Senju Kannon), ein Jizō-bosatsu (地蔵菩薩) und Bunju bosatsu (文殊地蔵菩薩), die alle aus der Heian-Zeit stammen und als Wichtiges Kulturgut registriert sind. Bei einer Restaurierung der Kannon-Figur im Jahr 1961 fand man im Inneren ein Plättchen, das auf 877 datiert ist. Weiter befindet sich dort ein Tobatsu Bishamon (兜初毘沙門; ⦿) aus der Tang-Zeit, der aus dem oberen Stockwerk des ehemaligen Südtores der Stadt Kyōto (damals Rashomon (羅生門) genannt) stammt, als der Ort noch Heian-kyō hieß. Er trägt in der linken Hand eine (戟), in der rechten eine kleine Pagode und wird von zwei kleinen Teufeln begleitet. Diese Skulptur kam im Jahr 742 aus xx hierher. In China existiert keine Figur dieses Typs mehr, in Japan wurden zahlreiche Kopien, dem japanischen Geschmack angepasst, hergestellt.
Westlich des Refektoriums befindet sich die große Lehrmeister-Halle (大師堂, Daishidō, auch Saiin Miedō (西院御影堂); Fudōdō (不動堂); ⦿; [L]) aus der Muromachi-Zeit. Die Halle ist mit Zedern-Schindeln gedeckt, die Türen und der Regenschutz der Fenster zeigen den Stil der Zeit. Im hinteren Raum befindet sich ein Fudō-Myōō (不動明王; ⦿) aus der Heian-Zeit.
Zur linken Hand in der Südwestecke des Tempels befindet sich das von einer Mauer umgebende Kanchō-in (灌頂院; [A]), in dem die geheimen Riten des Shingon abgehalten wurden. Das Gebäude stammt aus der Edo-Zeit, das Osttor (東門, Higashi-mon; ◎) und das Nordtor (北門, Kita-mon; ◎) zu diesem Bereich stammen noch aus der Kamakura-Zeit.

## Tempelschätze
Unter den Tempelschätzen befinden sich das farbige Rollbild der sieben Gründungsväter des Shingon (真言七祖像; Nara-Zeit; ⦿), das älteste farbige Mandala-Paar der beiden Welten (両界曼荼羅図; Heian-Zeit; ⦿), die Hängerollen der fünf verehrten Buddhas (五大尊像; Heian-Zeit; ⦿), die zwölf Himmelskönige (十二天像; Kamakura-Zeit; ⦿) von Takuma Shōga, die auf einem sechsteiligen Stellschirm montiert sind.　Sie stehen für die zwölf Tengu (天供) des Shingon.
Zu den kunstgewerblichen Schätzen gehören die bei den Shingon-Riten verwendeten Geräte aus der (Tang-Zeit; ⦿).

## Bilder

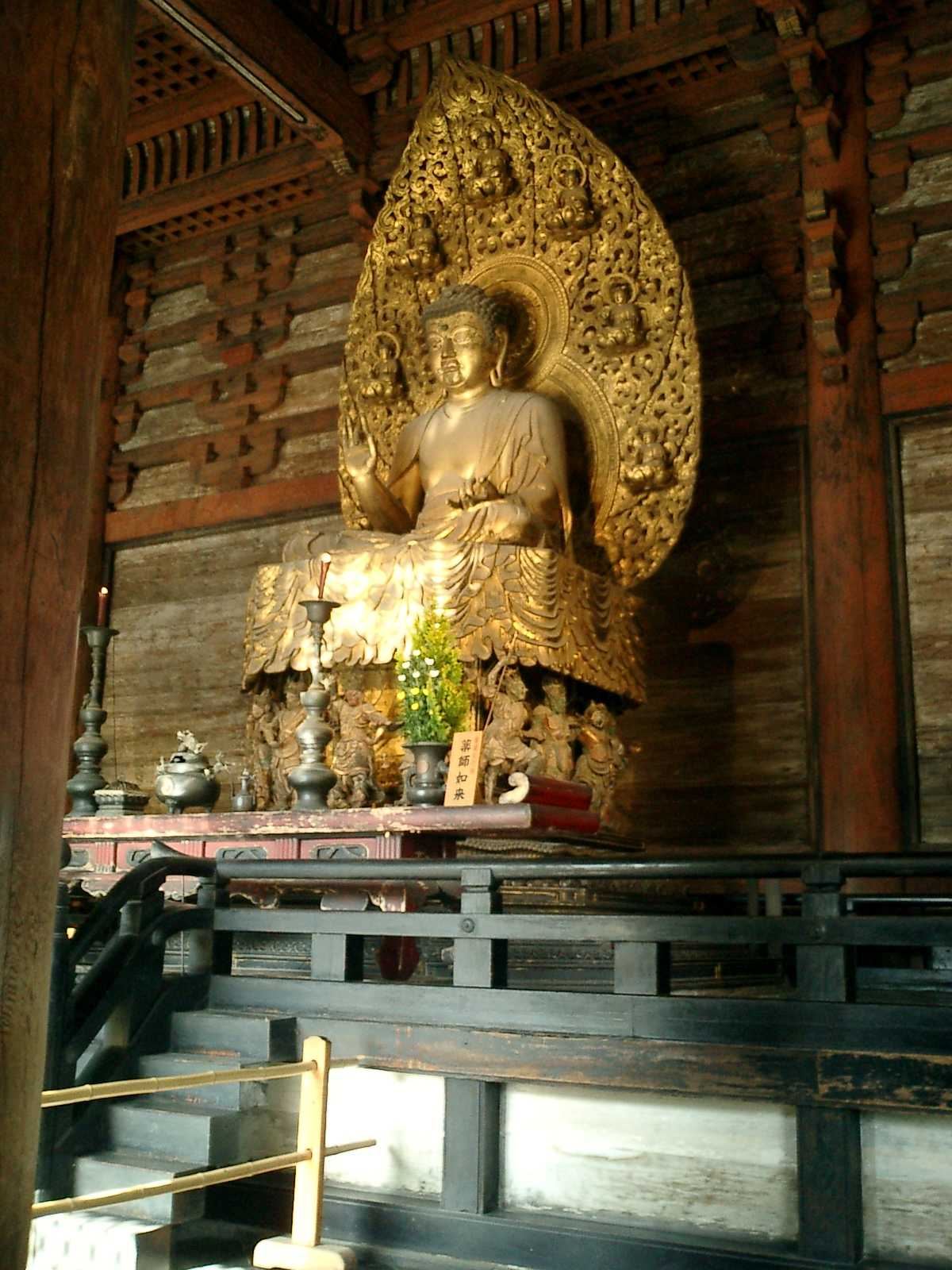
Yakushi Nyorai
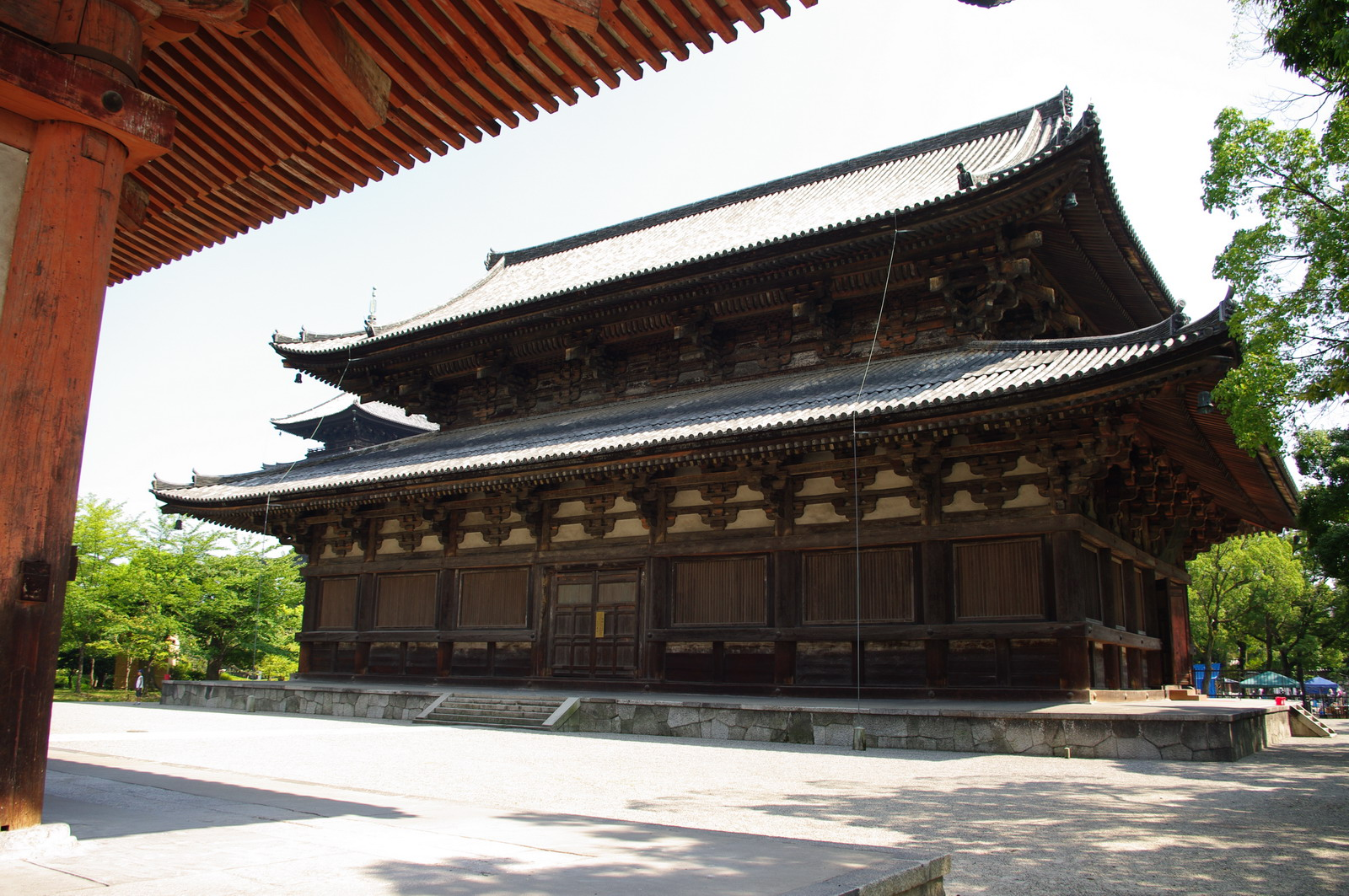
Haupthalle
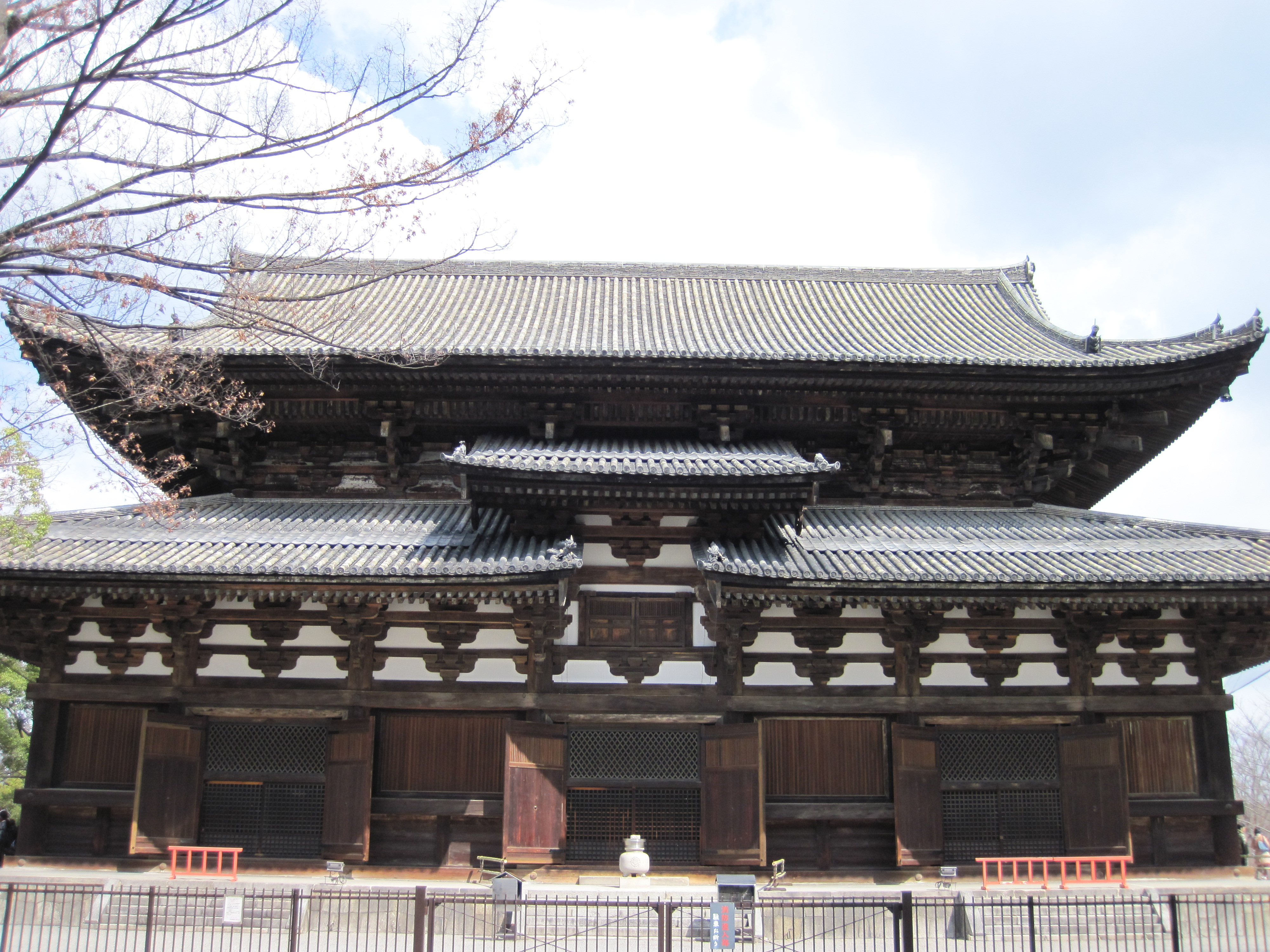
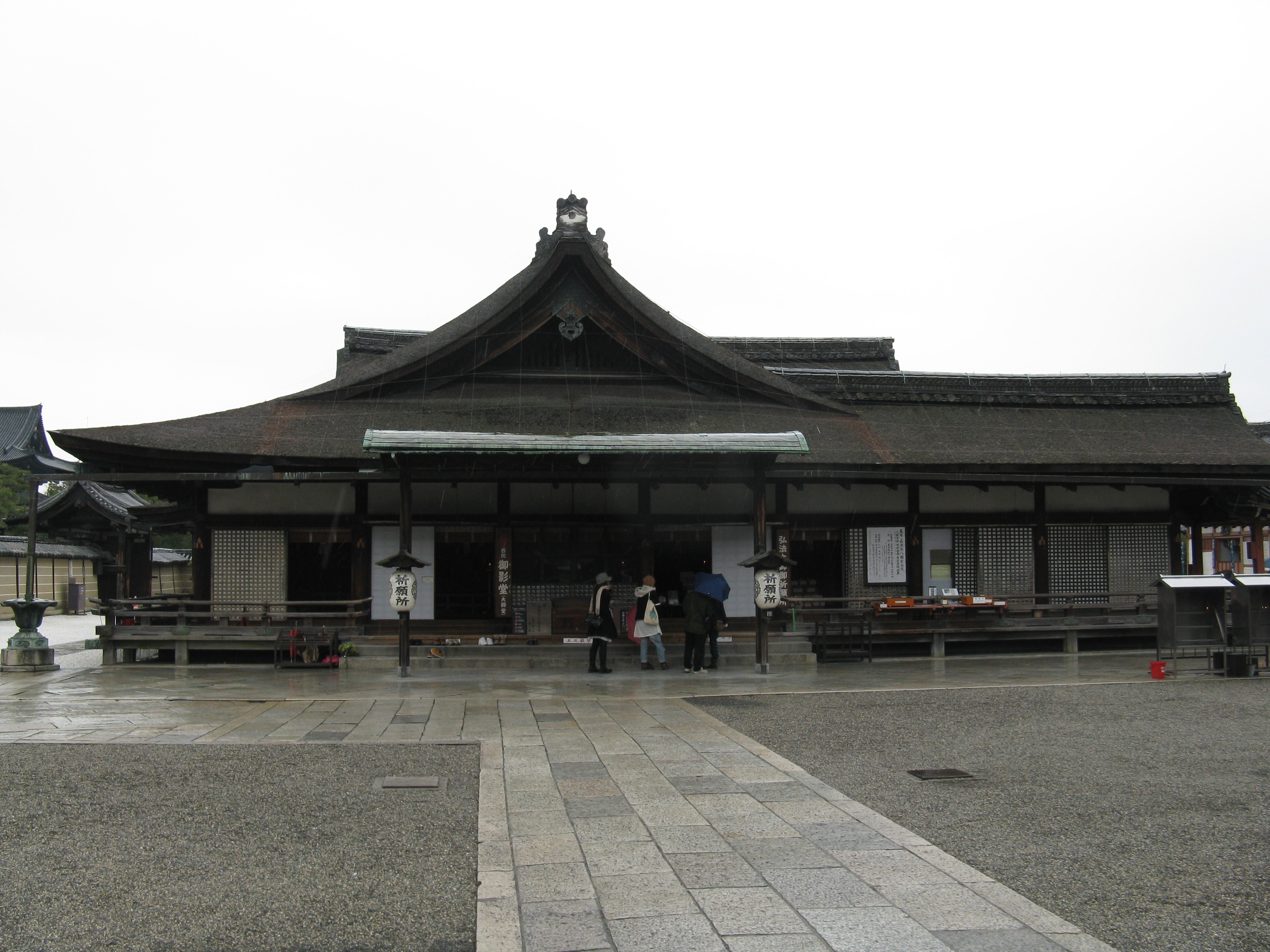
Miei-do, Nordseite
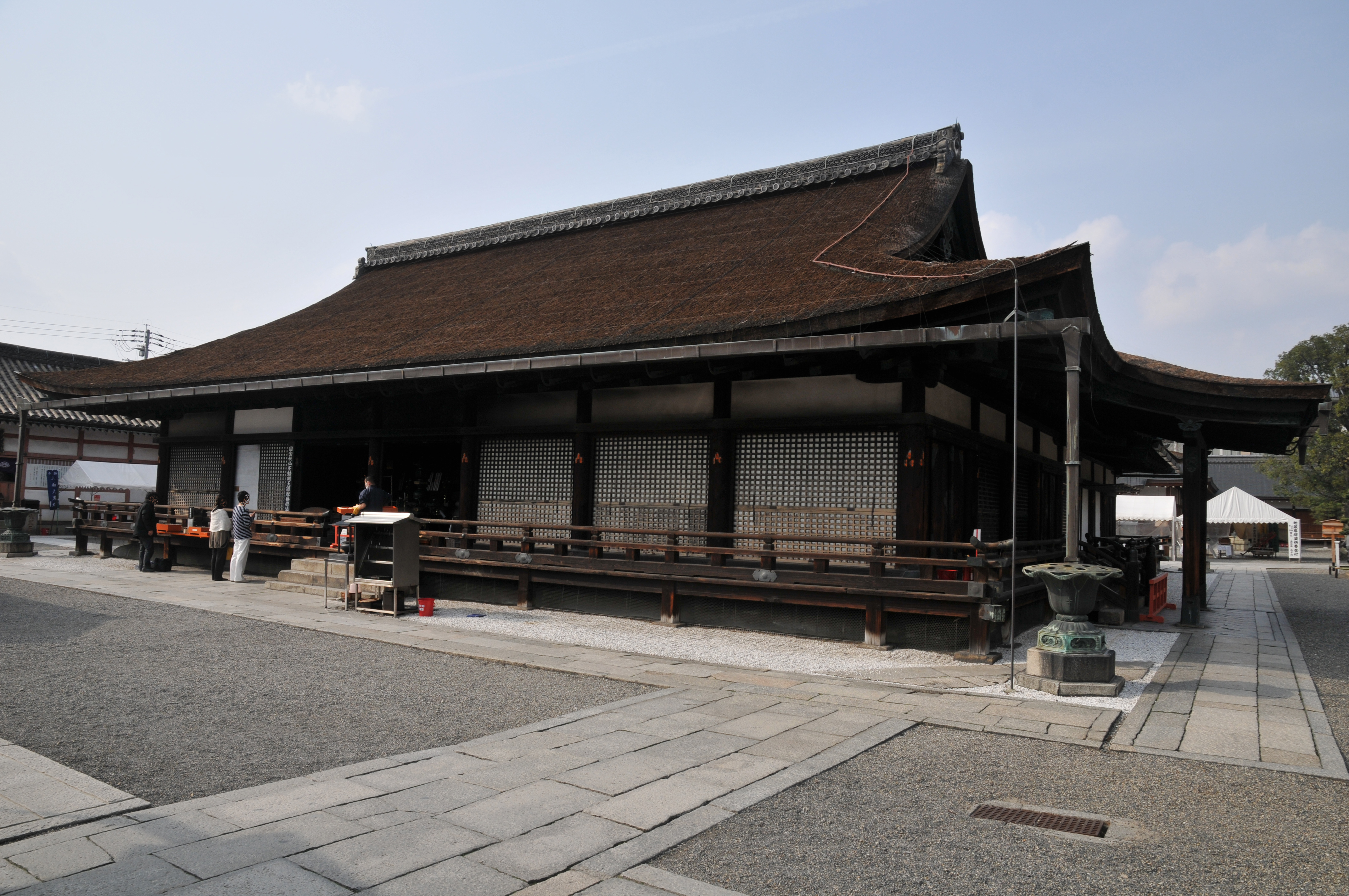
Miei-do, Südseite
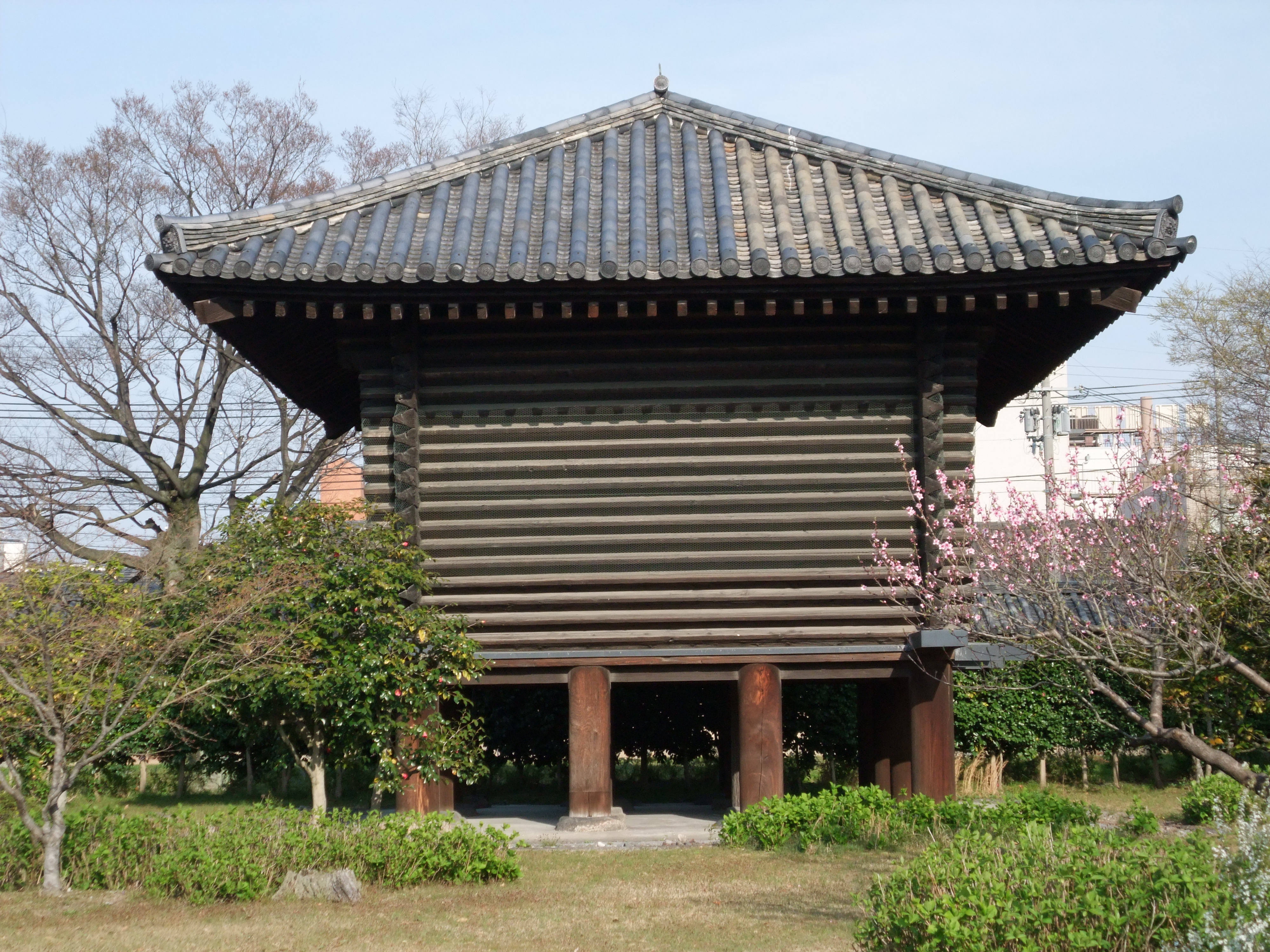
Altes Schatzhaus
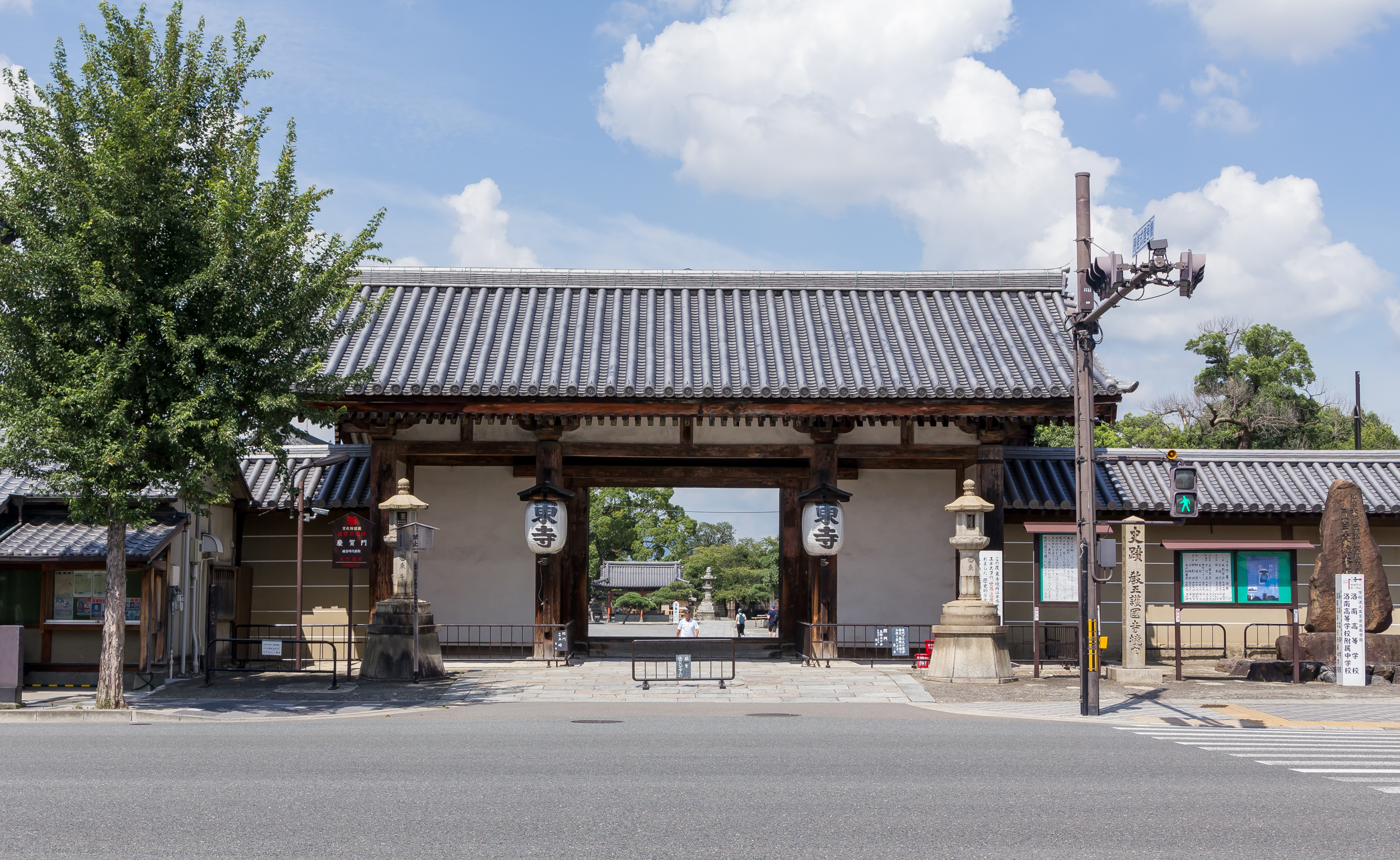
Keiga-Tor
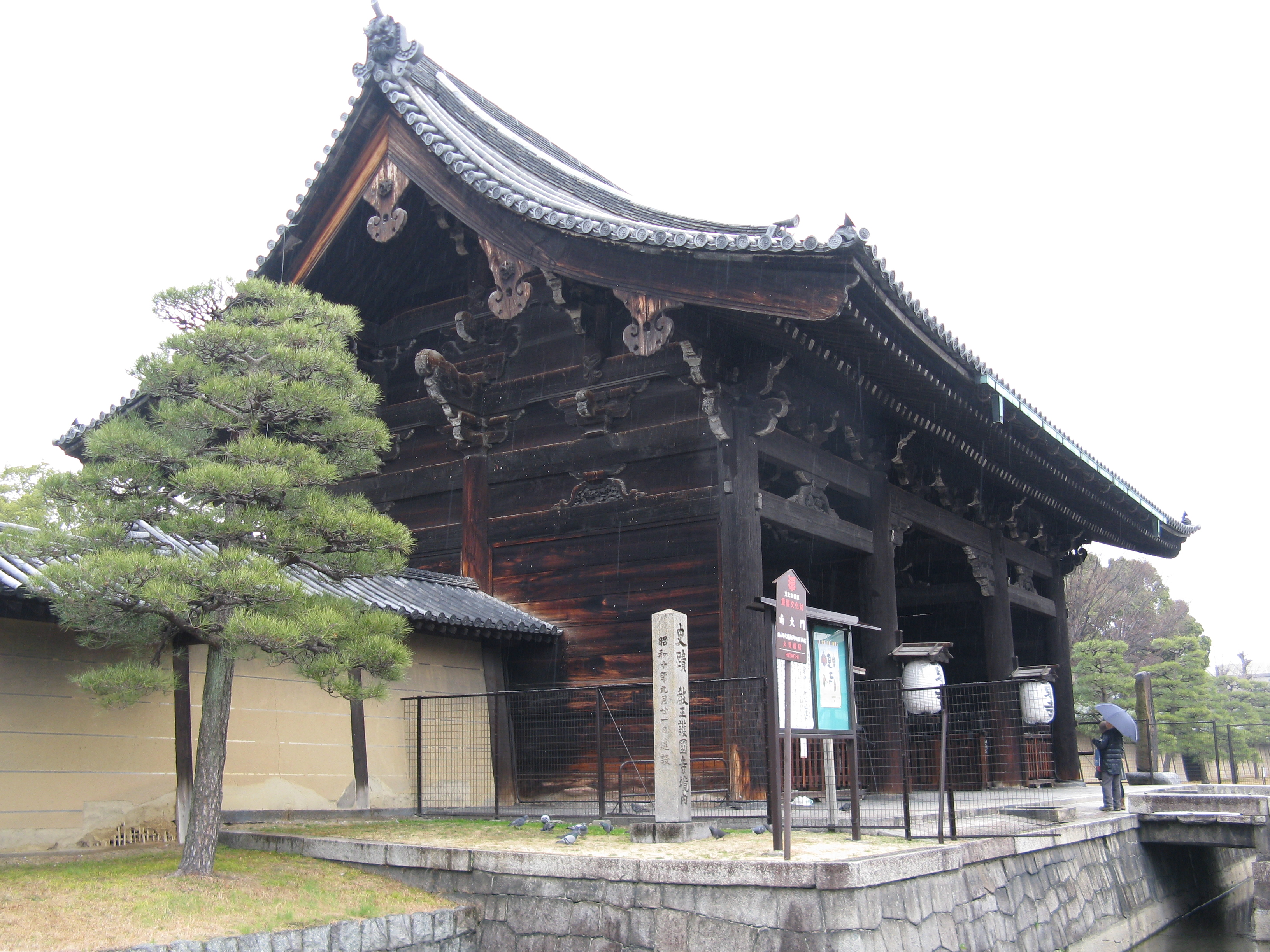
Großes Südtor
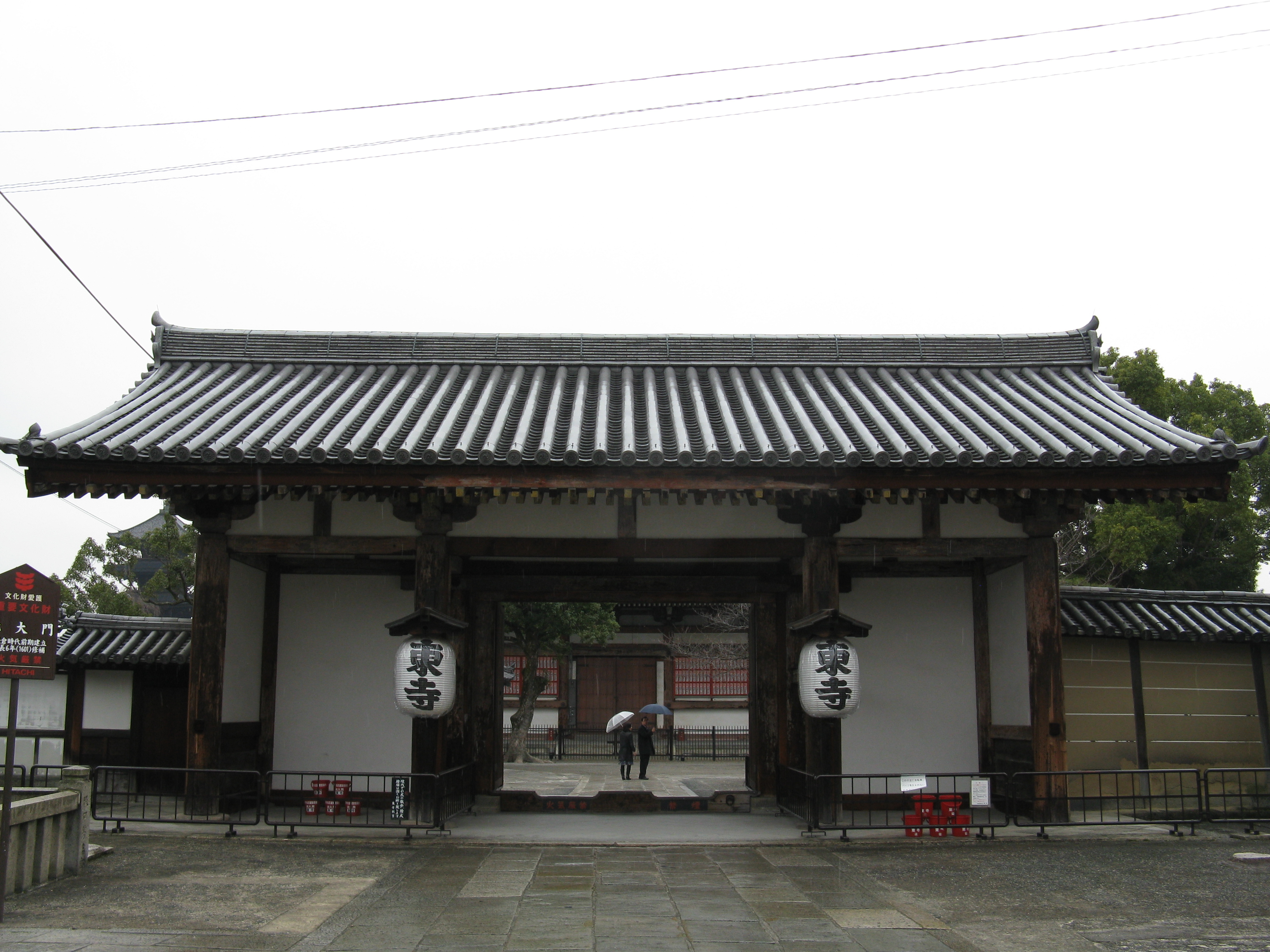
Großes Nordtor

## Geschichte

### Altertum
Die Bauarbeiten begannen ca. im Jahr 793 auf Befehl des Kammu-tennō. Er fungierte zunächst als Schutztempel für Kyōto (damals noch Heian-kyō). Er stand an einer Seite des Rajōmon, einem der zwei großen Stadttore der damaligen Hauptstadt des Landes, auf der anderen Seite der (heute nicht mehr existente) Sai-ji („West-Tempel“). Dieses Muster sollte dem der beiden großen Tempel in der alten Hauptstadt Nara (Tōdai-ji und Saidai-ji) entsprechen.
823, die Bauarbeiten waren immer noch nicht abgeschlossen, wurde er vom kurz danach abdankenden Saga-tennō dem Mönch Kūkai übereignet, der dort mit der Erlaubnis des Junna-tennō 50 Mönche der von ihm begründeten Shingon-shū unterbrachte und damit den Tempel in die ausschließliche Kontrolle seiner Schule brachte – die historisch erste exklusive Inanspruchnahme eines Tempels durch nur eine einzige Schule in Japan. Durch die schriftliche Fixierung dieses Vorgangs in den amtlichen Dokumenten, in denen das erste Mal das Wort „Shingon-shū“ auftauchte, war auch die offizielle Anerkennung der Schule seitens der Regierung vollzogen. Gleichzeitig erhielt der Tempel seinen offiziellen neuen Namen (Kyō-ō Gokoku-ji).
Im Jahr 828 eröffnete Kūkai am Tō-ji die erste allgemein zugängliche Schule in Japan, die Shugeishuchi-in (綜芸種智院) mit einem Curriculum, das hauptsächlich aus buddhistischen, konfuzianistischen und daoistischen Studien bestand. Diese Schule blieb allerdings ein kurzfristiges Experiment und wurde 847 wieder geschlossen.
831 legte Kūkai aus Gesundheitsgründen sein Amt als ranghöchster Priester am Tō-ji (東寺長者, Tō-ji-chōja) nieder und übergab es Jitsue (実恵, auch Jichie; 786–847), während er seine dort gesammelten Schriften seinem jüngeren Bruder Shinga (真雅; 801–79) anvertraute. Jitsue verkaufte die Einrichtungen der Shugeishuchi-in, um damit einen Shingon-Kurs am Tempel zu finanzieren.
Nach Jitsue wurde Shinzei (真済; 800–860) Vorsteher am Tō-ji, der vorher dieses Amt am Takaosan-ji ausgeübt hatte. Shinzei konnte im Jahr 853 drei zusätzliche Nembundosha-Stellen zu den schon drei bestehenden der Shingon-shū gewinnen (Nembundosha (年分度者) waren Priester, die jährlich von der Regierung eingesetzt wurden und die jeweiligen Schulen oder Tempel vertraten). Diese mussten von da an am Tō-ji gemustert werden.
Shinzeis Nachfolger am Tō-ji wurde sein Schüler Shinga.
Jitsues Schüler Shūei (宗叡; 809–84) wurde Shingas Nachfolger.
Shūeis Nachfolger am Tō-ji wurde Shingas Schüler Shinnen (真然, auch Shinzen; 804–91), der im Jahr 876 zum Kōya-san wechselte und Kūkais Schriften dorthin mitnahm. Priester am Tō-ji forderten umgehend diese Texte zurück, insbesondere Kūkais Sammlung geheimer Schriften namens Sanjūjō sakushi (三十帖冊子), aber Shinnen weigerte sich. Shinnen überredete zudem im Jahr 882 den kaiserlichen Hof, die Nembundosha der Shingon-shū nicht mehr am Tō-ji, sondern am Kōya-san mustern zu lassen. Dies wurde eine weitere Grundlage des Streits zwischen Kōya-san und Tō-ji.
Shinnens Nachfolger am Tō-ji wurde Shūeis Schüler Yakushin (益信; 827–906), der im Jahr 901 am Tempel den abgedankten Tennō Uda ordinierte. Yakushin ersuchte den kaiserlichen Hof im Jahr 897, alle sechs Nembundosha der Shingon-shū wieder am Tō-ji mustern zu lassen, war damit aber erfolgreich. Dieser Streitpunkt wurde schließlich im Jahr 907 durch Uda beigelegt, indem dieser dem Tō-ji eigene Nembundosha gewährte – diese Praxis, den Shingon-Tempeln eigene Nembundosha-Stellen zu geben, wurde später geläufig und führte letztlich zur institutionellen Zersplitterung der Shingon-shū.
Yakushins Nachfolger wurde Shinnens Schüler Shōbō (聖宝; 832–909). Dessen Schüler Kangen (観賢; 853–925) wurde 912 sein Nachfolger und engagierte sich im Streit um das Sanjūjō sakushi: Er forderte im selben Jahr die Rückgabe vom Priester Mukū (無空; ?–918), der 894 Oberpriester am Kongōbu-ji geworden war und in dessen Händen sich die Schrift zu der Zeit befand. Mukū weigerte sich, und Kangen veranlasste den abgedankten Tennō Uda, Mukū schriftlich die Rückgabe zu befehlen. Noch bevor der Befehl im letzten Monat des Jahres 915 ankam, verließ Mukū den Tempel mit den Schriften und seinen Schülern, um sich in der Provinz Iga niederzulassen. Daraufhin wurde Kangen zum gleichzeitigen Vorsteher von Daigo-ji, Kongōbu-ji und Tō-ji ernannt und vereinte so die bis dahin zersplitterte Shingon-shū unter der Autorität des Tō-ji. Im Jahr 919 konnte Kangen schließlich auch die Schriften Kūkais wieder zum Tō-ji zurückbringen. Bezeichnend für die eigentliche Nichtigkeit des Streits ist der Umstand, dass das Sanjūjō sakushi in der frühen Kamakura-Zeit von einem Priester vom Ninna-ji ausgeliehen wurde, wo es sich noch heute befindet.

### Mittelalter
In der frühen Kamakura-Zeit war der Tempel weitgehend in Vergessenheit geraten und in marodem Zustand. Erst mit Hilfe des abgedankten Tennō Go-Uda, der dort im Jahre 1308 ordiniert wurde, konnte er Stück für Stück wieder restauriert werden. Er erreichte seine einstige Glorie als ein Zentrum der Shingon-shū allerdings nie wieder und spielte seit dem Abstieg der sie bisher unterstützenden Aristokratie in der Muromachi-Zeit nur noch eine unwesentliche Rolle.
Diese Zeit brachte dennoch eine Reihe von Priestern hervor, unter denen Shingon-Studien am Tō-ji aufblühten. Diese drei Priester, auch als „Drei Juwelen vom Tō-ji“ (東寺三宝, tō-ji-san-pō) bekannt, waren Raihō (頼宝; 1279–1330), Gōhō (杲宝; 1306–1362) und Genpō (賢宝; 1333–1398).

### Moderne

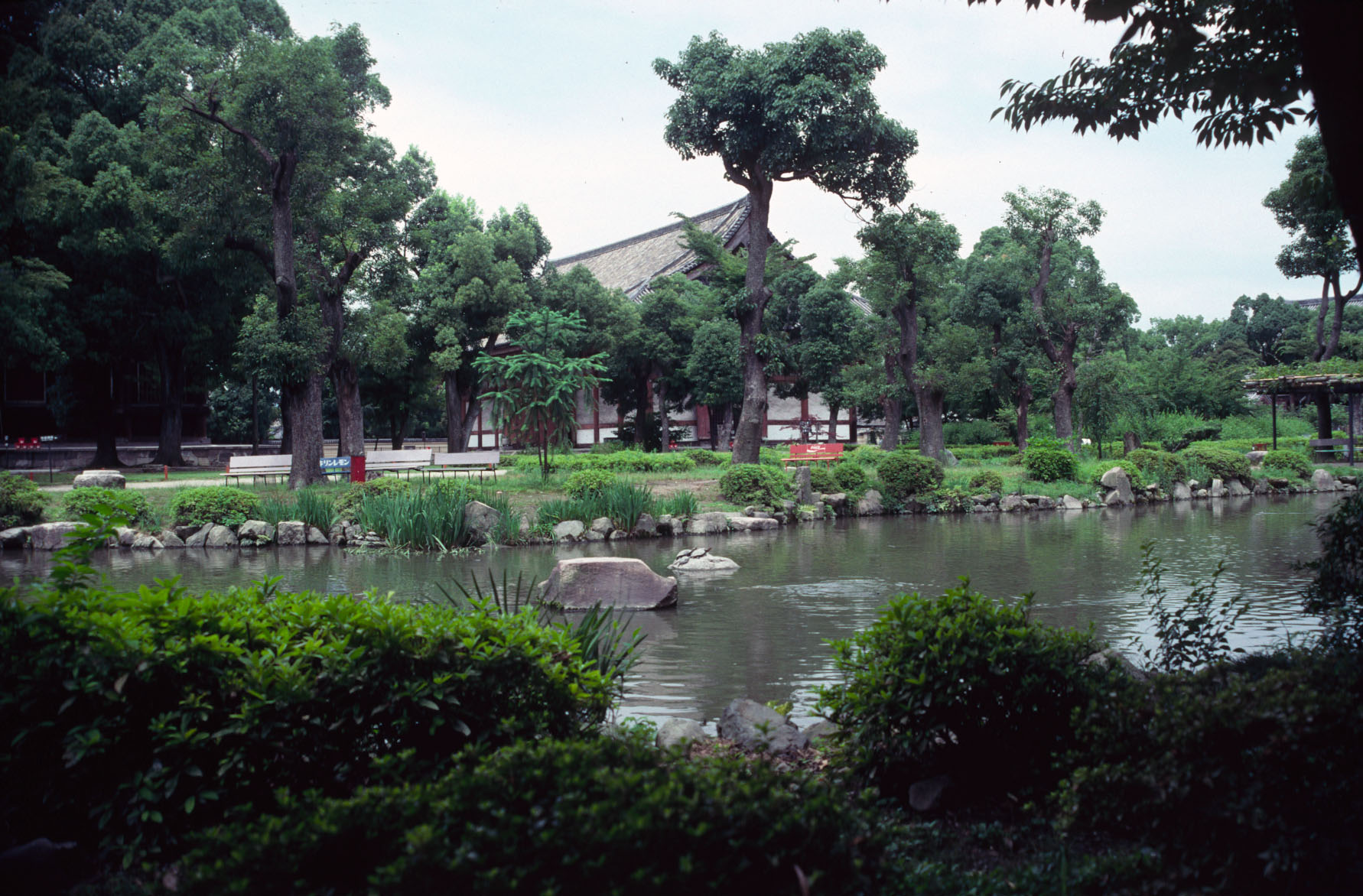
Ein Teich im Gelände des Tō-ji

1994 wurde der Tō-ji zusammen mit anderen historischen Stätten in Kyōto von der UNESCO zum Weltkulturerbe Historisches Kyōto (Kyōto, Uji und Ōtsu) ernannt.
Am 7. Juli 2007 fand auf dem Gelände des Tempels ein Sonderkonzert der weltweiten Benefiz-Veranstaltungsreihe Live Earth statt. Zu den mitwirkenden Musikern gehörten Bonnie Pink, Michael Nyman, Rip Slyme, UA und Yellow Magic Orchestra.
Das „Archiv des Toji-Tempels in einhundert Kisten“ (Tōji Hyakugō Monjo) zählt seit 2015 zum UNESCO-Weltdokumentenerbe. Es besteht aus 24.147 einzelnen Aufzeichnungen über religiöse und politische Aktivitäten des Tempels sowie die Verwaltung seiner Güter, die in den Jahren 763 bis 1711 gesammelt wurden.

## Das Kanchi-in
Das Kanchi-in (観智院; K im obigen Plan) ist ein buddhistischer Tempel, der zum Tō-ji gehört. Der Tempel wurde auf Veranlassung des Kaisers Go-Uda durch den Mönch Gohō (杲宝; 1306–1362) erbaut. Er wurde in der Folgezeit von gelehrten Mönchen geleitet und vom Tō-ji als Nebentempel geführt. Tokugawa Ieyasu verfügte, dass den Tempel die Shingon-Richtung des Buddhismus verkündigte. – Die Empfangshalle (客殿, Kyakuden) wurde 1605 wieder errichtet; sie wird als Nationalschatz geführt.